# Portul Cernavodă
Portul Cernavodă este amplasat pe malul drept al Dunării, imediat în aval de accesul pe Canalul Dunăre-Marea Neagră, fiind dezvoltat atât pe malul fluviului, cât și într-un bazin portuar. Este situat în orașul Cernavodă, județul Constanța, la kilometrul 298- 299. Rada portuară este cuprinsă între km 297,4 - 299,8.
Începând dinspre amonte spre aval, de la racordul portului cu frontul stâng al canalului, portul Cernavodă dispune de:
- dane de pasageri;
- front de așteptare nave fluviale, până în zona capului de mol al bazinului;
- o dană de produse petroliere;
- echipamente de operare: 2 macarale portic de chei de 5tf x 32 m și o macara 16 tf x 32 m.

Are acces rutier la DN3A Cernavodă - București, DN22C Cernavodă - Constanța, DJ Cernavodă - Hârșova și legatură feroviară prin CF Cernavodă - Constanța.

## Legături externe
- Portul Cernavodă - site oficial[nefuncțională]